# Elsa Dehennin
Elsa Dehennin (* 20. März 1932 in Vertrijk, Boutersem; † 20. Juni 2009 in Gent) war eine belgische Romanistin und Hispanistin.

## Leben und Werk
Elsa Dehennin verbrachte die Kriegsjahre in Großbritannien. Sie studierte Romanische Philologie in Gent bei Albert Henry und schloss ab mit der Arbeit Passion d'absolu et tension expressive dans l'œuvre poétique de Pedro Salinas (Gent 1957). Sie promovierte über La résurgence de Góngora et la génération poétique de 1927 (Paris 1962) und lehrte ab 1964 in Brüssel, von 1968 bis 1997 auf dem Lehrstuhl für Spanisch. Von 1986 bis 1992 war sie Generalsekretärin der Asociación Internacional de Hispanistas (AIH).
Elsa Dehennin war Inhaberin des Orden de Isabel la Católica. Sie war verheiratet mit dem Politiker Marc Galle (1930–2007).

## Weitere Werke
- Cantico de Jorge Guillén: une poésie de la clarté, Brüssel 1969
- Antithèse, oxymore et paradoxisme. Approches rhétoriques de la poésie de José Gorostiza, Paris 1973
- (Hrsg. mit Henk Haverkate) Lingüística y estilística de textos, Amsterdam 1994
- Del realismo español al fantástico hispanoamericano. Estudios de narratología, Genf 1996
- (Hrsg. mit Christian De Paepe) Principios modernos y creatividad expresiva en la poesía española contemporánea. Poemas y ensayos, Amsterdam 2009